# St. Martin in Prissian

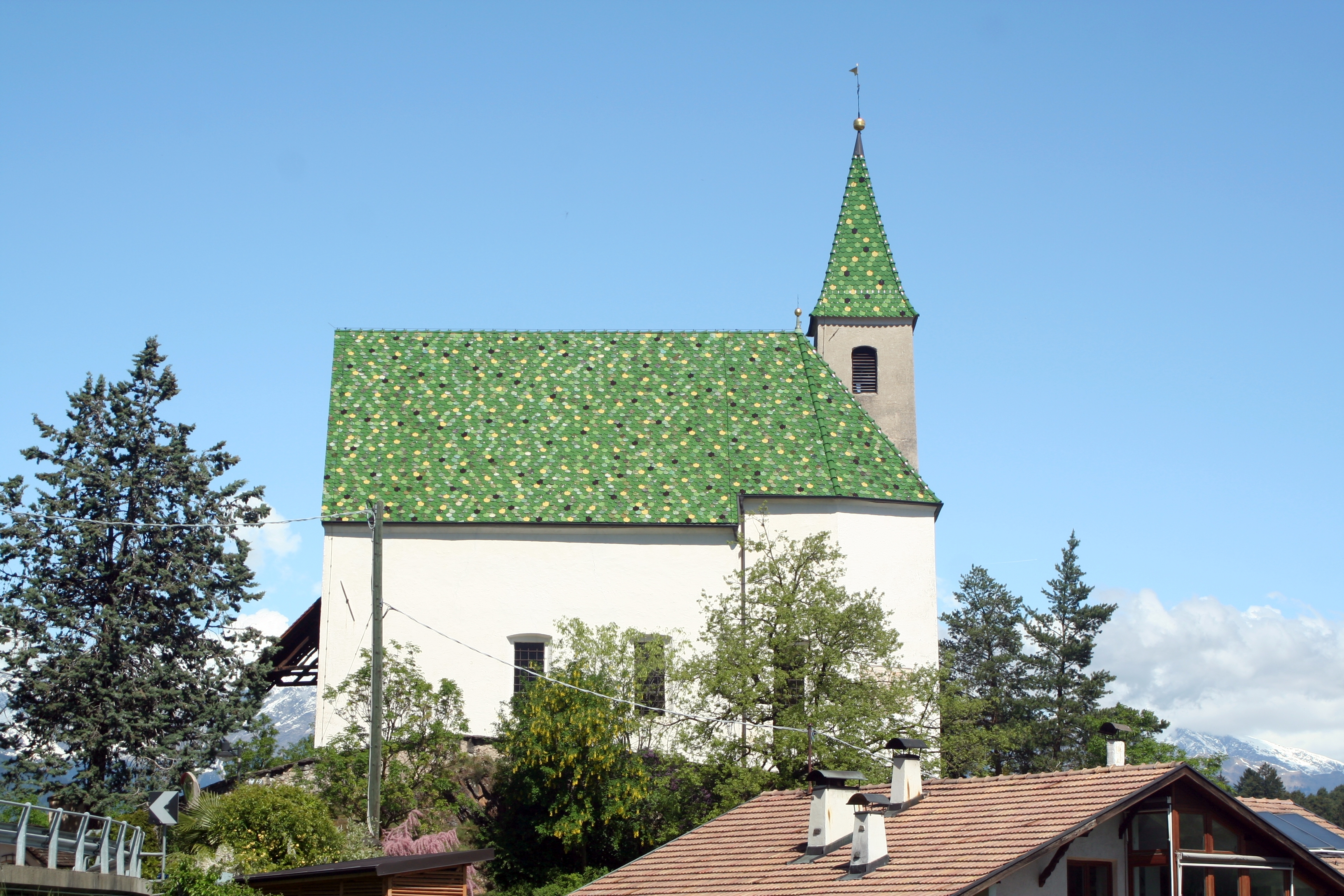
St. Martin in Prissian

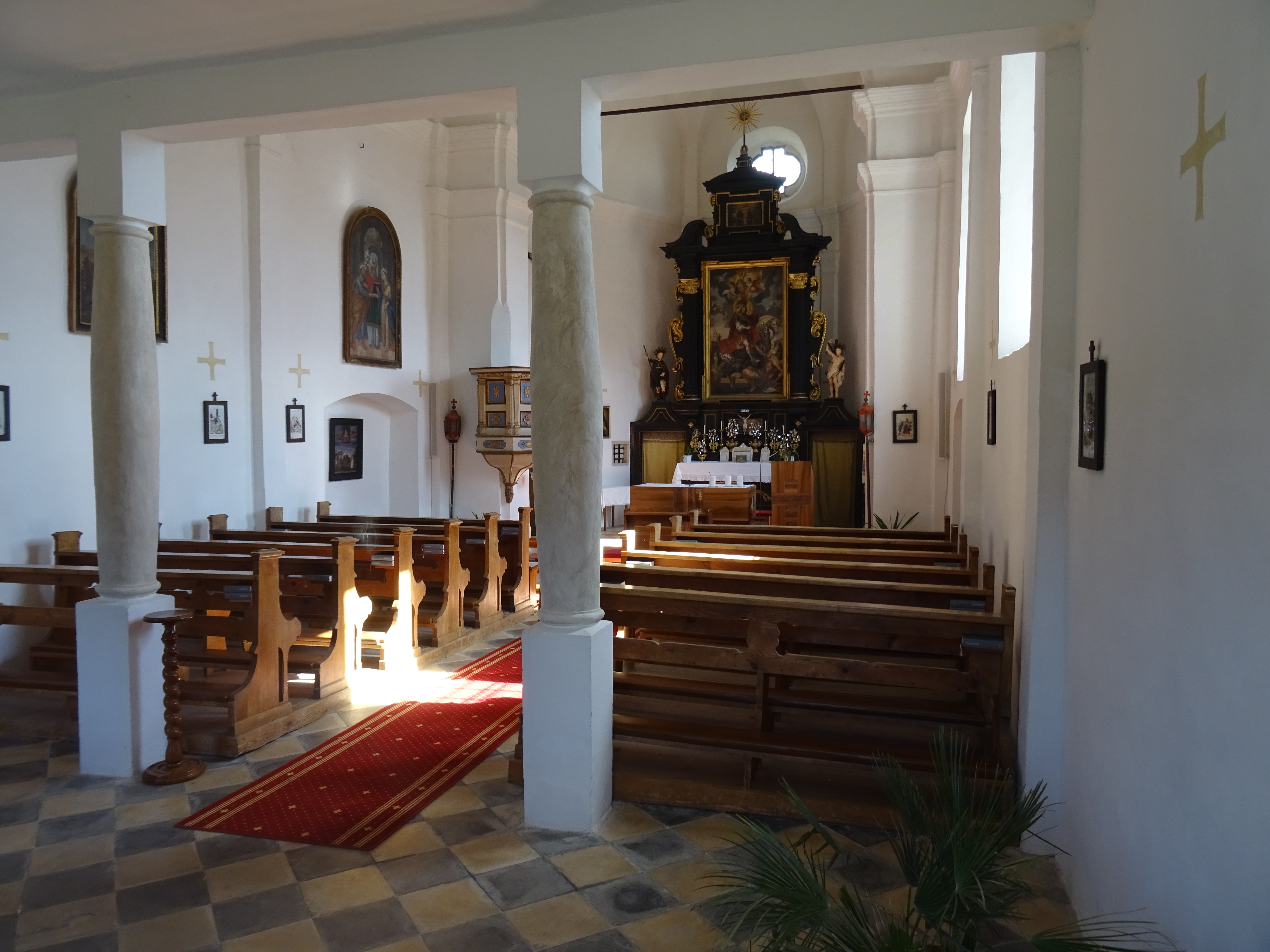
Innenraum

Die römisch-katholische Filialkirche St. Martin in Prissian, einer Fraktion der Gemeinde Tisens in Südtirol, ist ein geschütztes Baudenkmal. Das Patroziniumsfest ist der 11. November. 

## Geschichte
1383 erwähnt ein Schriftstück einen "Conradus dictus Stauder de Prissian provisor Capellae S. Martini". Das Patrozinium des heiligen Martin von Tours weist jedoch darauf hin, dass die Entstehung der Kapelle wesentlich früher anzusetzen ist. St. Martin stand früher unter dem Schutz des benachbarten Schlosses Katzenzungen. Möglicherweise ließen die Herren von Breisach auf Katzenzungen den Bau erweitern. Um 1630 erhielt das Gotteshaus seine heutige Gestalt. Im 19. Jahrhundert wurden in St. Martin jeden Monat eine Messe sowie jährlich drei Ämter gehalten. Am 5. Oktober 1981 erfolgte die Unterschutzstellung von Seiten des Südtiroler Landesdenkmalamtes. 1975 und 2004 fanden Sanierungsmaßnahmen statt.

## Beschreibung
Bei der Kapelle handelt es sich um einen einfachen Rechteckbau mit eingezogenen Chor. Der seitlich angesetzte Turm trägt einen Spitzhelm. Der Innenraum besitzt eine Flachdecke. Das barocke Altarblatt mit der Darstellung des Kirchenpatrons, des heiligen Martin von Tours, schuf der Barockmaler Stefan Kessler.